# MW-50
MW-50 era una mezcla de 50% agua y 50% metanol (de ahí el sustantivo alemán wasser, ‘agua’) que era rociada dentro del sobrealimentador de los motores de aviones de la Segunda Guerra Mundial, principalmente por su efecto antidetonante, permitiendo una mayor presión en el cilindro. Su efecto secundario era enfriar el motor por dentro. La mejora de potencia solo era efectiva en altitudes donde el sobrealimentador todavía pudiera proveer presión extra que de otra forma sería perdida, mientras que los efectos secundarios eran útiles a una altitud mayor.
El nombre MW-50 es parcialmente incorrecto, ya que es una mezcla de tres fluidos: 50% Metanol actuando primariamente para asegurar un efecto antidetonante óptimo, y secundariamente para evitar la congelación, 49,5% de agua y un 0,5% de Schutzöl 39, un aditivo anticorrosivo basado en aceite. El similar MW-30 tenía un 69,5% de agua y un 30% de Metanol. Esta incrementaba la capacidad refrigerante, pero lo hacía más fácil de congelarse, hecho por esta razón para usarse a baja altitud. EW-50 y EW-30 también existen, pero reemplazan el metanol con el etanol. En emergencias, agua pura también puede ser usada.
El efecto del MW-50 puede ser dramático. Simplemente encendiendo el sistema permitía al motor absorber más aire debido al efecto refrigerante, incrementando el rendimiento en alrededor de 100 hp para el BMW 801 y el DB 605. Además de eso, el MW-50 permitía al supercargador trabajar a una mayor velocidad y presión, provocando un incremento combinado de 500 hp. A nivel del mar, esto permite a un motor de 1600 hp funcionar sobre los 2000 hp. El MW-50 era 100% funcional hasta los 6000 m de altura, sobre este límite, solo aumentaba un 4% el rendimiento, debido al enfriamiento externo.
El MW-50 podía usarse por 10 minutos como máximo, y se debía esperar al menos 5 minutos entre cada uso. Estos aviones en general llevaban suficiente MW-50 para 2 usos de 10 minutos, haciendo posible un incremento en el rango de ascenso y en velocidad horizontal en combate para misiones de intercepción. El MW-50 fue por primera vez usado en el BMW 801D en 1942, pero nunca salió a producción debido a que las cabezas de los cilindros mostraban micro rajaduras cada vez que se usaba el MW-50.
El MW-50 no fue el único sistema de enfriamiento usado por los alemanes. Algunos motores usados para gran altitud poseen un intercooler, al necesitar un enfriamiento por periodos más largos. El BMW 801D tenía la habilidad de pulverizar gasolina en el supercargador, en lugar del MW-50 (“Erhöhte Notleistung”, ‘aumento del rendimiento de emergencia’), y aunque no fuera muy efectivo, reducía las tuberías y tanques extras.